# Sinapoilglucosio-malato O-sinapoiltransferasi
La sinapoilglucosio-malato O-sinapoiltransferasi è un enzima appartenente alla classe delle transferasi, che catalizza la seguente reazione:
1-O-sinapoil-β-D-glucosio + (S)-malato ⇄ D-glucosio + sinapoil-(S)-malato